# Citromlombjáró
A citromlombjáró (Protonotaria citrea) a madarak osztályának verébalakúak (Passeriformes) rendjébe és az újvilági poszátafélék (Parulidae) családjába tartozó Protonotaria nem egyetlen faja.

## Rendszerezése
A fajt Pieter Boddaert svéd természettudós írta le 1783-ban, a Motacilla nembe Motacilla citrea néven.

## Előfordulása
A Kanada déli és az Amerikai Egyesült Államok keleti részén fészkel, telelni Közép-Amerikán és a Karib-térségen keresztül Dél-Amerika északi részéig vonul. Természetes élőhelyei a mérsékelt övi erdők, szubtrópusi és trópusi síkvidéki esőerdők, mangroveerdők és mocsári erdők.

## Megjelenése
Testhossza 12-13 centiméter.
|  |

## Életmódja
Elsősorban rovarokkal, különösen vízi rovarokkal táplálkozik, valamit pókokat, magvakat és csigákat is fogyaszt.

## Szaporodása
Fészekalja 4-6 tojásból áll, melyen 12-14 napig kotlik. A fiókák kirepülési ideje, még 11 napig tart.

## Természetvédelmi helyzete
Az elterjedési területe rendkívül nagy, egyedszáma ugyan csökken, de még nem éri el a kritikus szintet. A Természetvédelmi Világszövetség Vörös listáján nem fenyegetett fajként szerepel.